# Cantó de Ruelle-sur-Touvre
El cantó de Ruelle-sur-Touvre és un cantó francès del departament del Charente, situat al districte d'Angulema. Té 5 municipis i el cap és Ruelle-sur-Touvre.

## Municipis
- L'Isle-d'Espagnac
- Magnac-sur-Touvre
- Mornac
- Ruelle-sur-Touvre
- Touvre

| Data d'elecció                           | Identitat             | Partit                    | Qualitat |
| ---------------------------------------- | --------------------- | ------------------------- | -------- |
| 1973-1988                                | Jean-Maurice Poitevin | PS                        |          |
| 1988-2001                                | Robert Granet         | PS, després Divers gauche |          |
| 2001-                                    | Jacques Persyn        | proper al PCF             |          |
| les dades anteriors no són pas conegudes |                       |                           |          |
|                                          |                       |                           |          |